# Кунео, Ринальдо
Ринальдо Кунео (англ. Rinaldo Cuneo; (1877—1939) — американский художник.

## Биография
Родился 2 июля 1877 года в Сан-Франциско в семье  художников и музыкантов с итальянскими корнями. Его родители — Джованни (Джон) и Энни Кунео; братья — Сайрус (1879—1916) и Эгисто (1890—1972) тоже стали художниками. Семья жила в итальянском районе Сан-Франциско Telegraph Hill недалеко от North Beach. Будучи взрослым художником, дом и студия Ринальдо располагались на утесе с видом на залив в одном квартале от дома его детства. 
Кунео в возрасте двадцати лет поступил на службу в военно-морской флот, во время испано-американской войны, и в течение трех лет нёс службу в качестве стрелка на борту броненосца «Орегон». После окончания службы работал в семейном бизнесе — агентстве по продаже билетов пароходы, вечерами изучал искусствознание у Фрэнка Мэтьюса, Артура Путнэма и Готтардо Пьяццони в Институте искусств Сан-Франциско. В числе его сокурсников были Ральф Стэкпол и Мейнард Диксон. Затем Ринальдо продолжил своё художественное образование продолжилось в Лондоне и в Академии Коларосси в Париже (1911—1913). Во Франции он учился у Джеймса Уистлера.
Умер 27 декабря 1939 года в Сан-Франциско. Был похоронен  в семейном захоронении на Italian Cemetery в местечке Colma округа Сан-Матео, Калифорния (на надгробии указан 1932 год смерти).

## Творчество
Многочисленные персональные выставки Ринальдо Кунео состоялись в Лондоне, Париже, Риме, Нью-Йорке и Лос-Анджелесе. Его работы были представлены на выставках в галерее Helgesen Gallery (Сан-Франциско), Метрополитен-музее, Музее современного искусства в Нью-Йорке, в San Francisco Art Association, на Golden Gate International Exposition, в California Palace of the Legion of Honor и в Музее де Янга.
Его работы также находятся во многих музейных собраниях, включая Оклендский музей Калифорнии, Музей современного искусства Сан-Франциско, Музей де Янга, Художественный музей Лагуна-Бич, Музей искусств округа Лос-Анджелес и другие.
- Некоторые работы
- California Hills With White Boat
- Northern California
- Town and Hills, Utah